# Слухи (фильм)
«Слухи» (англ. Rumours) — чёрная комедия режиссёров Гая Мэддина, Эвана Джонсона и Галена Джонсона с Кейт Бланшетт и Алисией Викандер в главных ролях.
Премьера фильма состоялась на 77-м Каннском кинофестивале 18 мая 2024 года

## Сюжет
Мировые лидеры встречаются на G7, но, пытаясь составить совместное заявление, теряются в лесу. Недавно они нашли тело древнего болотного человека. 

## В ролях
- Кейт Бланшетт — Хильда Ортманн, канцлер Германии
- Алисия Викандер — Селестина Спроул, генеральный секретарь Европейской комиссии
- Чарльз Дэнс — Эдисон Уолкотт, президент Соединенных Штатов Америки
- Рой Дюпюи — Максим Лаплас, премьер-министр Канады
- Дени Меноше
- Никки Амука-Бёрд
- Роландо Равелло
- Такэхиро Хира — Тацуро Ивасаки, премьер-министр Японии
- Златко Бурич

## Производство
Фильм совместного немецко-канадского производства компании Square Peg. Продюсерами фильма стали Лиз Джарвис из Buffalo Gal Pictures, Филипп Кройцер из Maze Pictures и Ларс Кнудсен из Square Peg.
Кейт Бланшетт присоединилась к актёрскому составу в октябре 2023 года. В январе 2024 года стало известно, что в актёрский состав также вошли Алисия Викандер и Чарльз Дэнс.
Основные съёмки проходили в Венгрии в октябре 2023 года. Также съёмки прошли Виннипеге.

## Отзывы и оценки
На сайте Rotten Tomatoes фильм имеет рейтинг 80 % основанный на 91 отзыве, со средней оценкой 6.5/10. На Metacritic средневзвешенная оценка составляет 70 из 100 на основе 27 рецензий.
Жаннетт Катсулис в рецензии для New York Times, пишет, что это чрезвычайно смешная геополитическая сатира, местами жуткая и совершенно безумная. Режиссёр Гай Мэддин отказался от своей обычной черно-белой эстетики немого кино в пользу ярких красок, но его склонность к китчевой мелодраме и грубому юмору осталась нетронутой. Презрение к нашим некомпетентным лидерам освежает, но в то же время показывает, что они всего лишь люди, и это, пожалуй, самое пугающее во всём происходящем.